# Arthur Hill Hassall

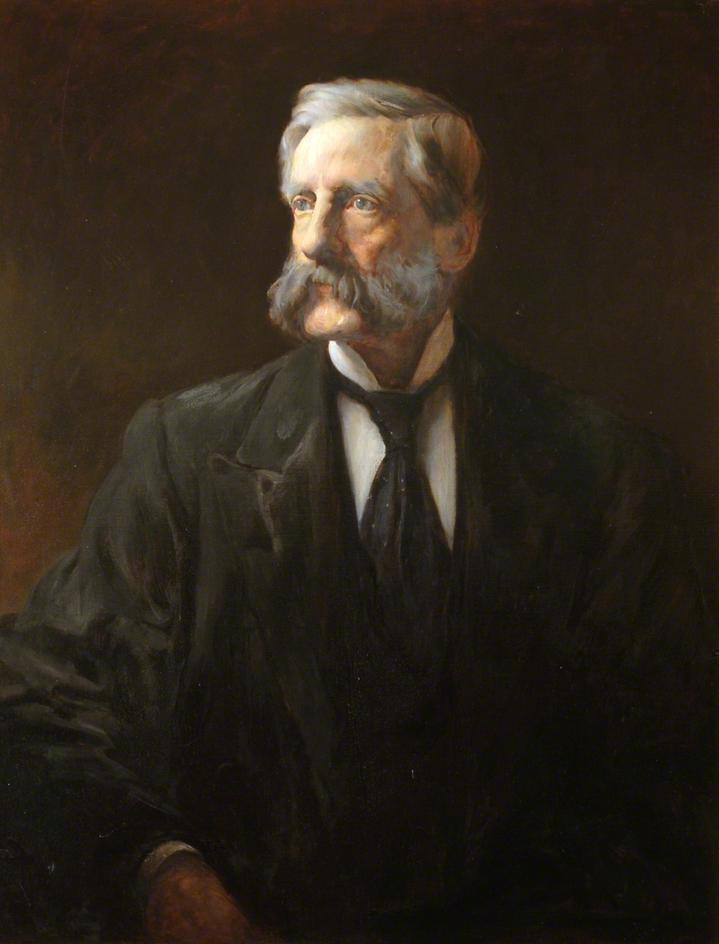
Arthur Hill Hassall, 1868

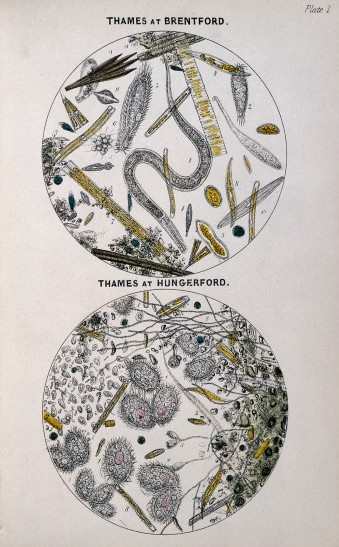
Eine Illustration von Mikroben aus seinem Buch A microscopic examination of the water supplied to the inhabitants of London and the suburban districts (1850)

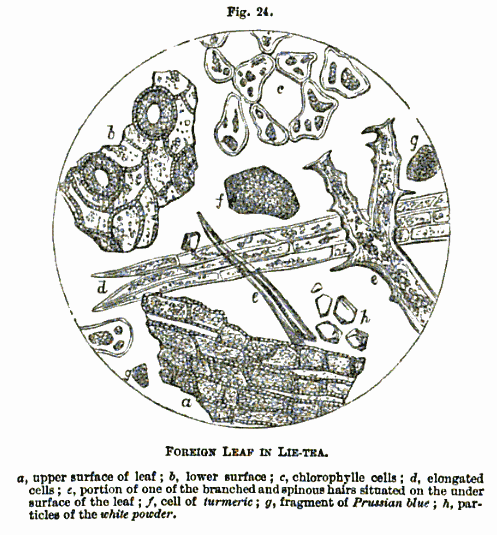
Darstellung von mikroskopischen Bestandteilen aus verfälschtem schwarzen Tee – Food: its adulterations, and the methods for their detection (1876)

Arthur Hill Hassall [ˌɑːθə hɪlˈhæsɒl] (* 13. Dezember 1817 in Teddington; † 9. April 1894 in Sanremo) war ein englischer Arzt, Anatom, Physiologe, Mikrobiologe, Botaniker und Sozialmediziner. Sein offizielles botanisches Autorenkürzel lautet „Hass.“

## Leben und Wirken
Hassall wurde in Middlesex als jüngstes von fünf Kindern in das Haus eines Chirurgen geboren. Sein Vater war Thomas Hassall (1771–1844) und seine Mutter die geborene Ann Sherrock (ca. 1778–1817). Seine Schulzeit verbrachte er in Richmond. Schließlich begann er seine medizinische Ausbildung unter der Anleitung von James Murray (1788–1871). Sein Medizinstudium absolvierte er am Trinity College in Dublin. Als Schüler von Sir James Murray wurde er nach seinem Studium im Jahre 1845 Arzt am Royal Free Hospital in London und im Jahre 1851 wurde er an der Londoner Universität promoviert. Während seiner Tätigkeit am Royal Free Hospital in London war er selbst an einer Lungentuberkulose erkrankt und musste öfters sein Praktizieren pausieren. Er wohnte in dieser Zeit in London in der 67 Park St, Westminster mit seiner Ehefrau Fanny Hassall (1825–1882) einer geborenen Hackney. Nach dem Tod seiner ersten Ehefrau heiratete er erneut im Jahre 1883 in Islington die geborene Alice Margaret MacGill (* 1847) aus Clapham.
Er praktizierte von 1845 bis zum Jahre 1869 in London. Mitte der 1860er Jahre nahm seine Phthisis zu und so entschloss er sich, seinen Lebensmittelpunkt auf die Isle of Wight zu verlegen, um für seine Lungentuberkulose günstigere Heilungsbedingungen zu erhoffen. Auf der Ile of Wight gründete Hassall im Jahre 1865 in Ventnor das National Cottage Hospital for Consumption and Diseases of the Chest (später als Royal National Hospital for Diseases of the Chest benannt), in dem jeder der 130 Patienten ein eigenes Zimmer hatte, und ein Sanatorium.
Ab dem Jahre 1878 lebte er zeitweise in San Remo im Nordwesten Italiens und in Luzern, wo er die Sommer verbrachte. Während seiner Aufenthalte in San Remo reflektierte er den Einfluss der klimatischen Bedingungen auf den Heilungsverlauf der Lungentuberkulose und publizierte seine Überlegungen und Ergebnisse im Jahre 1879 unter dem Titel San Remo and the Western Riviera Climatically and Medically Considered. Seine Autobiografie erschien 1893 kurz vor seinem Tod mit dem Titel The narrative of a busy life.
Seine zahlreichen Arbeiten betrafen die Gebiete der Anatomie und Physiologie, Chemie und pathologische Anatomie, Botanik und Zoologie. Insbesondere galt sein Interesse den Fragen der Hygiene und öffentlichen Gesundheitspflege. Seine Arbeit über die Verfälschung von Nahrungsmitteln hatte zur Folge, dass seine in The Lancet publizierten Untersuchungsergebnisse durch den Reformer Thomas Wakley im Jahre 1860 zum Food Adulteration Act, einer Verordnung gegen diese Praktiken, führte. Weitere wissenschaftliche Kontakte hielt er mit Thomas Wakley. Wakley war seit dem Jahre 1835 Mitglied des Unterhauses (House of Commons) und unterstützte Hassall bei seinen Bemühungen, eine parlamentarische Verordnung gegen die Verfälschung von Lebensmitteln zu erwirken.
Er beschrieb histologisch im Jahre 1846 das nach ihm benannte Corpuscula thymica oder englisch Hassall’s corpuscles (deutsch Hassall-Körperchen oder Hassall-Henle-Körperchen, benannt auch nach Jakob Henle) im Thymus. Auch kleine Verdickungen der Descemet-Membran (Lamina limitans posterior der Hornhaut) tragen seinen Namen.
Sein botanisches Interesse galt u. a. den Jochalgen (Zygnemataceae), von denen er einige bestimmte, etwa Zygnema interruptum Hassall. Zeitweise forschte er am Royal Botanic Gardens in Kew.

### Hassall und die Abwassersysteme Londons, der Kampf gegen die Cholera
Bis in die Mitte des 19. Jahrhunderts war die Vorstellung des Miasmas als Ursache vieler Seuchen auch in wissenschaftlichen Kreisen verbreitet. Als einer der ersten in seiner Zeit arbeitete John Snow in Fragen der Hygiene, vor allem bei der Bekämpfung der Cholera mit einem Mikrobiologen zusammen. John Snow und der Mikroskopiker Hassall führten hingegen die Hypothese an, dass die Cholera von lebenden Mikroorganismen im Gebrauchswasser hervorgerufen würde.
Filippo Pacini war im Jahre 1854 mit seiner Vermutung eines Mikroorganismus, welcher die Cholera hervorrufen könnte, nicht allein. Denn auch Hassall berichtete im gleichen Jahr in London dem „Medical Council of the General Board of Health“, dass die Hypothese Pacinis eine ernstzunehmende Überlegung sei, würde es doch von myriads of vibriones in every drop of every sample of rice-water discharges nur so wimmeln.
Im Jahre 1855 zeigte John Snow in seiner „East-Studie“, dass die schwere Cholera-Epidemie im Londoner Stadtteil Soho ihre Ursache in verunreinigtem Wasser aus einer Pumpenanlage in der Broadstreet hatte. Hassall untersuchte auf Wunsch von John Snow das Wasser der Pumpenanlage, des Londoner Abwassersystems und der Themse und die Stuhlproben der Patienten und fand in allen Fällen Cholera-Erreger.

## Werke (Auswahl)
- The Microscopic Anatomy of the Human Body in Health and Disease. S. Highley, London 1846
- A microscopical examination of the water supplied to the inhabitants of London and the suburban districts. S. Highley, London 1850
- San Remo and the Western Riviera Climatically and Medically Considered. Longmans, Green, and Co., London 1883
- A compendium of food-microscopy with sections on drugs, water, and tobacco. Baillière, Tindall and Cox, London 1909; archive.org.
- A history of the British freshwater Algae, including descriptions of the. Desmidiaceae and Diatomaceae. Atlas, 103 ph. col 8. London 1845; vi, 462 Seiten.
- Adulterations detected; or, Plain instructions for the discovery of frauds in food and medicine. Longmans, Green, and Co., London 1876
- The urine in health and disease: being an exposition of the composition of the urine, and of the pathology and treatment of urinary and renal disorders. John Churchill and Sons, London 1863
- Food: its adulterations, and the methods for their detection. Longman, Brown, Green, Longmans and Roberts, London 1876
- The inhalation treatment of diseases of the organs of respiration including consumption. Longmans, Green, and Co., London 1885
- The Narrative Of A Busy Life: An Autobiography. Longmans, Green, and Co., London 1893